# Олігодинамічний ефект
Олігодинамічний ефект (грец. oligos = кілька, грец. dynamis = сил) - токсичний ефект іонів металів на живі клітини, водорості, плісняву, спори, гриби, віруси, прокаріотичні та еукаріотичні мікроорганізми, навіть у відносно малих концентраціях. Був відкритий у 1893 швейцарцем Карлом Вільгельмом фон Неґелі.  Такий антимікробний ефект демонструють іони ртуті, срібла, міді, заліза, свинцю, цинку, бісмуту, золота, алюмінію, та інших металів.

## Механізм
Іони металу, особливо важкого, проявляють такий ефект. Точний механізм цієї дії поки що не відомий. Дані досліджень срібла показують що ці іони денатурують ферменти цільової клітини чи організму прив’язуючись до реактивних груп, призводячи їх осад та деактивацію. Стрібло деактивує ферменти реагуючи з тіольними групами щоб утворити сульфіди. Срібло також реагує з аміно-, карбоксильними, фосфатними, та імідазольними групами і сповільнють активність лактатдегідрогенази та глутатіонпероксидази. Бактерії зазвичай піддаються впливу олігодинамічного ефекту, а віруси - ні.

## Застосування

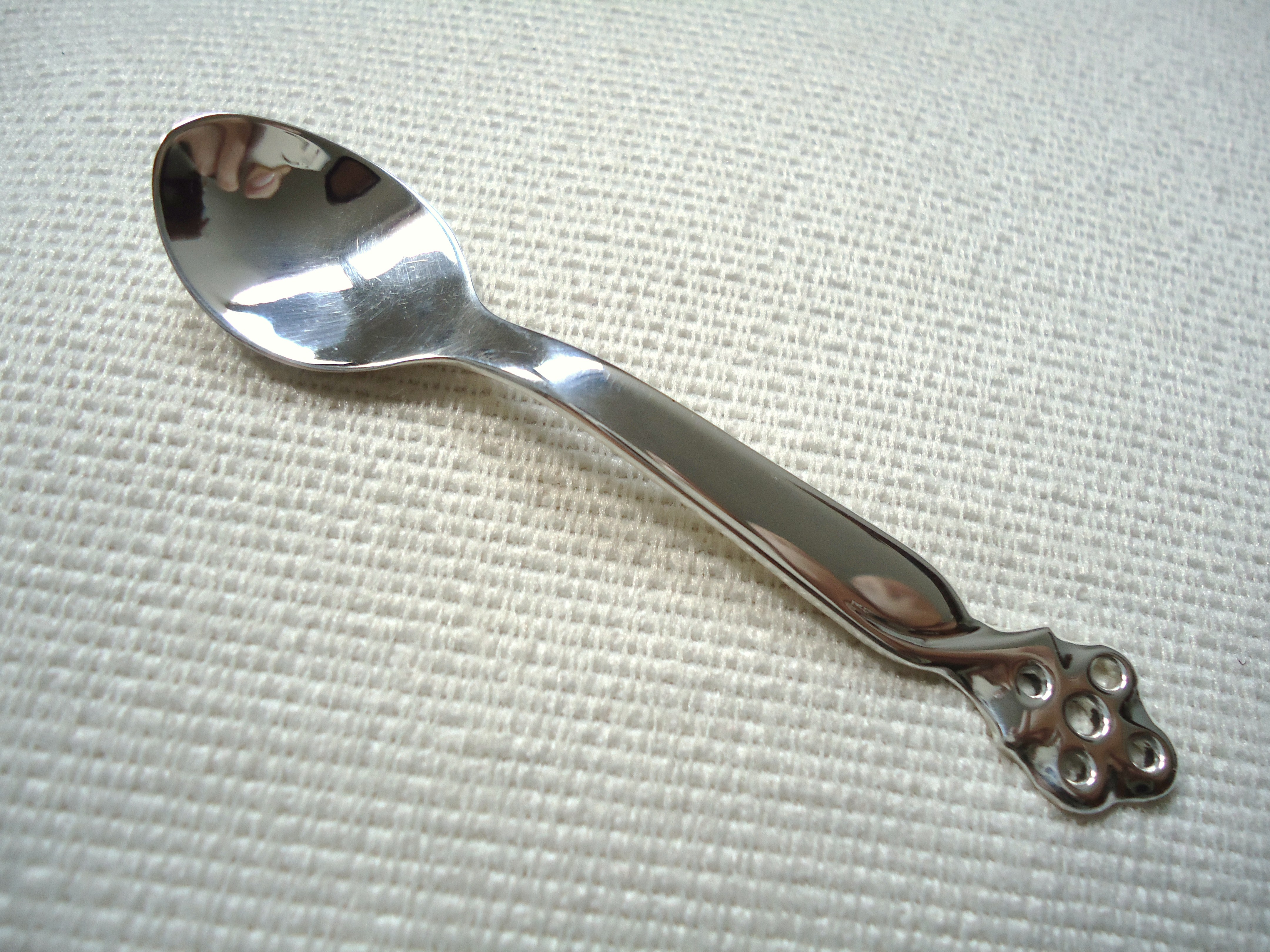
Срібні ложки самостерилізуються завдяки олігодинамічному ефекту

Деякі метали, такі як срібло, мідь та її сплави, відомі як більш отруйні для бактерій ніж інші, такі як, неіржавна сталь та алюміній, і тому вони використовуються в фільтрах басейнів та спа.  
Багато інфекцій поширюються через дверні ручки. Латунні ручки дезінфікують себе за приблизно вісім годин, в той час як нержавіючі та алюмінієві - ніколи. Таким чином нелаковані латунні ручки краще відповідають санітарним вимогам. Це дуже важливий ефект для лікарень, але корисний у будь-якому будинку.
Срібло має здатність зберігати питну воду протягом кількох місяців. З цієї причини водні резервуари кораблів та літаків часто "осріблюються".

## Зноски
1. ↑  v. Nägeli K.W. 1893. Über oligodynamische Erscheinungen in lebenden Zellen. Neue Denkschr. Allgemein. Schweiz. Gesellsch. Ges. Naturweiss. Bd XXXIII Abt 1.
2. ↑  Oligodynamic Action of Silver, Copper and Brass on Enteric Bacteria Isolated from Water of Kathmandu Valley. Nepal Journal of Science and Technology (10): 189—193. 2009.
3. ↑  Doorknobs: A Source of Nosocomial Infection?. Архів оригіналу за 16 лютого 2012. Процитовано 17 лютого 2013.
4. ↑  Antibacterial effects of Silver, Salt Lake Metals